# Heterocerus fenestratus
Heterocerus fenestratus é uma espécie de insetos coleópteros polífagos pertencente à família Heteroceridae.
A autoridade científica da espécie é Thunberg, tendo sido descrita no ano de 1784.
Trata-se de uma espécie presente no território português.